# RC40
RC40 (Abkürzung für Roller Coaster 40, wobei 40 die Breite der Bahn in Metern ist) ist die Bezeichnung eines Stahlachterbahnmodells des Herstellers Pinfari. Zurzeit (Stand: September 2023) sind noch fünf Auslieferungen in Betrieb.
Die 325 m lange Strecke, die sich über eine Grundfläche von 16 m × 40 m erstreckt, erreicht eine Höhe von 11 m. Der Anschlusswert beträgt ca. 40 kW zuzüglich 35 kW für die Beleuchtung.

## Züge
RC40 verfügen über bis zu zwei Züge mit jeweils drei Wagen. In jedem Wagen können vier Personen (zwei Reihen à zwei Personen) Platz nehmen.

## Standorte
| Achterbahn                   | Betreiber                                     | Land                   | Eröffnung                      | Schließung                     |
| ---------------------------- | --------------------------------------------- | ---------------------- | ------------------------------ | ------------------------------ |
| Creepy Crawler Space Coaster | Oakwood Theme Park M&Ds Scotland’s Theme Park | Vereinigtes Königreich | 1. August 2017 1998            | 2024 2015                      |
| Dinosaur Valley              | Wicksteed Park                                | Vereinigtes Königreich | 1992                           |                                |
| Roller Coaster               | Nova Nicolândi                                | Brasilien              | 2002 oder früher               |                                |
| Sorcerer                     | Camelot Theme Park                            | Vereinigtes Königreich | 1995                           | 1997                           |
| Storm                        | Botton’s Pleasure Beach                       | Vereinigtes Königreich | 1989                           | 2005                           |
| Storm Roller Coaster         | Magic Park Land EuroPark Milano Idroscalo     | Frankreich Italien     | 25. April 2015 2006            | 1. Januar 2014 oder früher     |
| Storm                        | Peter Pan’s Playground                        | Vereinigtes Königreich | unbekannt                      | unbekannt                      |
| Super Train                  | AltınPark Bursa                               | Türkei                 | 2003 oder früher               |                                |
| Zyklon (unsicher)            | Funtown Pier                                  | Vereinigte Staaten     | späte 1960er oder frühe 1970er | späte 1960er oder frühe 1970er |